# Comuna Mala Zahorivka, Borzna
Mala Zahorivka (în ucraineană Мала Загорівка) este o comună în raionul Borzna, regiunea Cernihiv, Ucraina, formată din satele Cervone Ozero, Mala Zahorivka (reședința) și Volnîțea.

## Demografie
Componența lingvistică a comunei Mala Zahorivka
     Ucraineană (97,88%)
     Rusă (2,12%)
Conform recensământului din 2001, majoritatea populației comunei Mala Zahorivka era vorbitoare de ucraineană (97,88%), existând în minoritate și vorbitori de rusă (2,12%).